# Inkscape
Inkscape je prosti urejevalnik vektorskih grafik. Njegov zastavljen cilj je postati močno grafično orodje, ki bo skladno s standardi XML, SVG in CSS. Podpora standardom SVG in CSS zaenkrat še ni popolna, vendar Inkscape trenutno aktivno razvijajo, tako da se podpora obeta v bližnji prihodnosti.
Inkscape se je razvil leta 2003 iz prostega programa Sodipodi, estonskega pisatelja in računalnikarja Laurisa Kaplinskega, Sodipodi sam pa se je razvil iz programa Gill (Gnome Illustration Application) Rapha Leviena.